# Sogn og Fjordane
Sogn og Fjordane – dawny okręg, jednostka podziału administracyjnego Norwegii. Przestał istnieć 1 stycznia 2020, gdy na podstawie reformy z 2017 został włączony, wraz z okręgiem Hordaland, do nowo utworzonego okręgu Vestland. 
Położony był w południowej części kraju; graniczył z norweskimi okręgami Buskerud, Hordaland, Møre og Romsdal oraz Oppland.  Zajmował powierzchnię 18 623 km², która zamieszkiwana była przez 109 774 osób (2019). Ośrodkiem administracyjnym okręgu było miasto Leikanger.

## Gminy
Okręg podzielony był na 26 gmin.

1. Årdal
2. Askvoll
3. Aurland
4. Balestrand
5. Bremanger
6. Eid
7. Fjaler
8. Flora
9. Førde
10. Gaular
11. Gloppen
12. Gulen
13. Hornindal
14. Hyllestad
15. Høyanger
16. Jølster
17. Leikanger
18. Luster
19. Lærdal
20. Naustdal
21. Selje
22. Sogndal
23. Solund
24. Stryn
25. Vågsøy
26. Vik